# VfL Gummersbach
VfL Gummersbach is een handbalclub uit Gummersbach met een eerste mannenteam actief in de 1. Handball-Bundesliga. Het team heeft in het verleden meermaals kampioen gespeeld in de 1. Handball-Bundesliga.
De sportvereniging werd op 3 maart 1861 opgericht als de Verein für Leibesübungen Gummersbach von 1861 e.V.

## Bekende (oud-)spelers
- Marco Beers
- Daniel Narcisse
- Mark Bult

## Erelijst
| Competitie         | Aantal | Jaren |
| ------------------ | ------ | --- |
| Internationaal     |        | |
| Champions League   | 5x     | 1966/67, 1969/70, 1970/71, 1973/74, 1982/83                                                                |
| Cup Winners’ Cup   | 4x     | 1977/78, 1978/79, 2009/10, 2010/11                                                                         |
| EHF Cup            | 2x     | 1981/82, 2008/09                                                                                           |
| IHF/EHF Supercup   | 2x     | 1979, 1983                                                                                                 |
| Nationaal          |        | |
| Landskampioenschap | 12x    | 1965/66, 1966/67, 1968/69, 1972/73, 1973/74, 1974/75, 1975/76, 1981/82, 1982/83, 1984/85, 1987/88, 1990/91 |
| DHB-Pokal          | 5x     | 1977/78, 1978/79, 1981/82, 1982/83, 1984/85                                                                |